# ザ・モール (ショッピングセンター)
ザ・モール（THE MALL）とは、株式会社西友が運営するコミュニティ型ショッピングセンターである。
元は西友の直営であったが、2017年からJLLモールマネジメント株式会社（当時）へ委託へ移行し、営業中の全店がJLLリテールマネジメントによる受託運営となった。
2022年2月28日をもってザ・モールみずほ16が閉店したことにより、営業中の店舗はザ・モール仙台長町（核店舗は西友）、ザ・モール郡山（核店舗はLIVIN）の2店舗のみとなった。

## 店舗

### 現存する店舗
- ザ・モール仙台長町（宮城県仙台市太白区）
  - 1997年9月19日開業。
- ザ・モール郡山（福島県郡山市）
  - 2000年11月22日開業。

### かつて存在した店舗
- ザ・モール春日井（愛知県春日井市）
  - 旧「西武春日井ショッピングセンター」として1977年6月開業、PART1は2019年2月に閉館。残ったPART2も2022年に「アクロスプラザ春日井」へ改称された。
- ザ・モール周南（山口県下松市）
  - 1993年11月開業。2018年7月にイズミへ譲渡し、ゆめタウン下松として開業。
- ザ・モール姫路（兵庫県姫路市）
  - 1994年4月開業。2018年7月にイズミへ譲渡し、ゆめタウン姫路として開業。
- ザ・モール小倉（福岡県北九州市小倉南区）
  - 1995年4月開業、2015年8月に閉業。翌2016年9月15日、ハローデイを核店舗とするサニーサイドモール小倉として開業。
- ザ・モール安城（愛知県安城市）
  - 1996年5月開業、2020年5月閉業。核店舗は西友であった。
- ザ・モール春日（福岡県春日市）
  - 1997年3月開業、2020年11月2日に西友・JLLモールマネジメントより大和情報サービスが施設管理を受託、アクロスモール春日に改称して営業継続。核店舗の西友春日店は後に「サニー春日店」へ改称[1]、これにより「西友」ブランドの店舗が福岡県内から消滅した（その後、2024年8月1日にサニー春日店は西友からイズミ傘下のゆめマート熊本へと譲渡された）。
- ザ・モールみずほ16 (東京都西多摩郡瑞穂町)
  - 2002年3月開業、2022年2月28日閉業。